# 日高一義
日髙 一義（ひだか かずよし）は、日本の情報学者、サービス科学研究者。東京工業大学環境・社会理工学院教授。博士（理学）。。

## 主な略歴
- 1982年 東京理科大学理学部応用物理学科卒業
- 1984年 東京工業大学総合理工学研究科エネルギー科学専攻修士修了
- 1984年 日本IBM株式会社東京サイエンティフィックセンター研究員（ - 1991年）
- 1991年 日本IBM株式会社東京基礎研究所主任研究部員（ - 1997年）
- 1997年 日本IBM株式会社東京基礎研究所研究課長（ - 2000年）
- 2000年 IBMワトソン研究所テクニカルスタッフ（ - 2001年）
- 2002年 日本IBM株式会社東京基礎研究所研究次長（ - 2003年）
- 2004年 日本IBM株式会社東京基礎研究所研究部長（ - 2009年）
- 2009年 北陸先端科学技術大学院大学 知識科学研究科教授（ - 2010年）
- 2010年 東京工業大学大学院イノベーションマネジメント研究科教授(2010年 - )
- 2016年 「2016年度 情報処理学会フェロー」に認証

## 主な所属学会
- 日本オペレーションズ・リサーチ学会
- 情報処理学会
- IEEEなど

## 著書
- 『サービスサイエンスハンドブック』、2010年
- 『サービス・サイエンスの展開 その基礎から応用まで』生産性出版、2009年